# Montaberner
Montaberner är en ort i Spanien.   Den ligger i provinsen Província de València och regionen Valencia, i den östra delen av landet, 300 km sydost om huvudstaden Madrid. Montaberner ligger 184 meter över havet och antalet invånare är 1 779.
Terrängen runt Montaberner är kuperad åt sydväst, men åt nordost är den platt.Runt Montaberner är det ganska glesbefolkat, med 34 invånare per kvadratkilometer. Närmaste större samhälle är Ontinyent, 12,2 km sydväst om Montaberner. Trakten runt Montaberner består till största delen av jordbruksmark.